# دونات فينتزل
دونات فينتزل (بالإنجليزية: Donat Wentzel)‏‏ (25 يونيو 1934 في زيورخ - 20 فبراير 2013 ) عالم فيزياء فلكية من الولايات المتحدة.